# Martin Opitz
Pour les articles homonymes, voir Opitz.
Martin Opitz von Boberfeld (3 décembre 1597 - 10 août 1639) est un poète allemand, considéré comme le père de la poésie baroque allemande dont il est un des théoriciens. Issu de la petite bourgeoisie luthérienne, il mène une carrière brillante d'homme de lettres et de diplomate. Il publie Aristarque ou Du mépris de la langue allemande par lequel il montre que l'allemand a toutes les qualités d'une langue littéraire, et en 1624 son Traité de la poésie allemande (de).

## Biographie

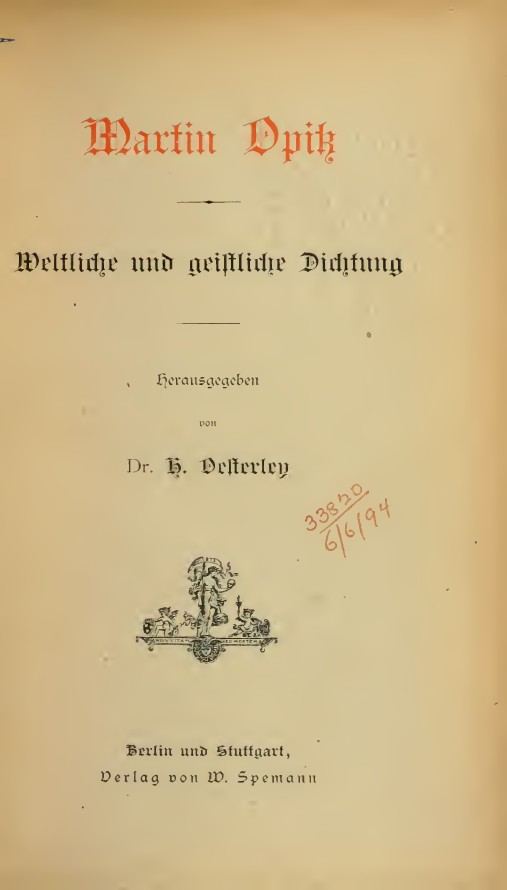
Weltliche und geistliche Dichtung (1888)

Martin Opitz naît en 1597 à Bunzlau, en Silésie, fils de Sebastian Opitz, boucher, et de sa première épouse Martha Rothmann. À partir de 1605, il fréquente l'école latine de sa ville natale puis entre en 1614 au lycée Sainte-Marie-Madeleine de Breslau. À l'âge de 20 ans, il s'inscrit en 1617 au lycée académique de Beuthen an der Oder. Après avoir travaillé comme tuteur dans la famille de Tobias Scultetus à Francfort-sur-l'Oder, il arrive à l'Université de Heidelberg le 17 juin 1619 où il étudie la philosophie et le droit et entre en contact avec des lettrés de son époque tels Georg Michael Lingelsheim (de), Jan Gruter, Gaspard de Barth, Julius Wilhelm Zincgref (de) et Balthasar Venator (de).
Le conseiller secret du Palatinat Lingelsheim embauche Opitz comme précepteur privé pour ses fils. Lorsque la guerre de Trente ans le rattrape, Opitz se rend aux Pays-Bas comme précepteur en 1620. À l'université de Leyde, il se lie d'amitié avec Daniel Heinsius, dont il a déjà traduit l'Hymne de louanges à Jésus. Un an plus tard, Opitz s'installe au Jutland, où son ouvrage, Poèmes de consolation dans l'Obscurité de la Guerre, est publié 13 ans plus tard. Puis il accepte l'invitation du prince Gabriel Bethlen à Weißenburg en Transylvanie pour y enseigner la philosophie et les beaux-arts au Lycée académique. Il y rédige, entre autres, le poème Zlatna (nom d'un endroit enchanteur de Transylvanie) et commence un travail de grande ampleur sur les antiquités de la Dacie (Dacia antiqua), qui ne sera jamais achevé. Poussé par le mal du pays, il retourne en Silésie en 1623. À peine un an plus tard, il est promu conseiller du duc Georges-Rodolphe de Liegnitz qui est alors Statthalter de Silésie à Breslau.
En 1624, Opitz publie son œuvre principale, le Traité de la poése allemande. À l'occasion d'une visite à Vienne en 1625, Opitz rédige un poème de deuil en souvenir de l'archiduc Karl, ce qui lui vaut d'être couronné poète lauréat par l'empereur Ferdinand II et anobli le 14 septembre 1628 sous le nom d'Opitz von Boberfeld, titre dont Opitz n'usera cependant pas de son vivant. À cette époque, il publie ses « Huit livres du Poème allemand », Acht Bücher Deutscher Poematum, son premier recueil de poèmes, publié à Breslau en 1625.
Opitz est soucieux de sa reconnaissance en tant que poète, aussi il tente d'intégrer la Société des fructifiants grâce à l'aide de son ami August Buchner (de). Cependant, cette demande est accueillie avec réticence, Tobias Hübner (de) en particulier, qui préfére les alexandrins, est un farouche opposant d'Opitz. Un autre souci est qu'Opitz, bien que lui-même protestant, a été nommé secrétaire du comte Karl Hannibal von Dohna en 1626, chef de la contre-réforme silésienne connu pour sa persécution des protestants. Ce n'est qu'en 1629 que le prince Louis d'Anhalt-Köthen accepte l'adhésion d'Opitz, après que Diederich von dem Werder et Friedrich von Schilling (de) ont fait campagne en sa faveur. Lorsqu'il est admis, le prince lui donne son nom de sociétaire, le Couronné, et sa devise : Avec Celui-Ci. Son emblème est un Laurier à larges feuilles (Laurus nobilis L.).
En 1627, Opitz se lie d'amitié avec le peintre de Breslau Bartholomeus Strobel, à qui il dédie le poème À propos du Livre d'art du célèbre peintre M. Bartholomei Strobel. En 1630, il est envoyé à Paris par le comte Dohna. Il y rencontre Hugo Grotius, dont il traduit Sur la vérité de la religion chrétienne en vers allemands. En 1632, après l'expulsion des Dohnas, il entre au service des ducs protestants de Silésie. Le 22 février 1633, après la mort du comte Dohna, Opitz suit le duc Jean-Christian de Brzeg et s'installe à Dantzig où il entretenait des contacts étroits avec Bartholomäus Nigrinus, alors curé de l'église paroissiale de Saint-Pierre et Paul, avec Andreas Gryphius et Christian Hoffmann von Hoffmannswaldau qui fréquentent le Lycée académique. Il écrit à cette époque les drames Judith et Antigone (1636). Bartholomeus Strobel peint son portrait en 1636-37. En 1636, il entre au service du roi Ladislas IV Vasa de Pologne, qui le nomme secrétaire et historiographe de la cour polonaise. À ce titre, Opitz s'intéresse aux antiquités sarmates, se consacre à la poésie allemande ancienne et publia en 1639 Annolied avec un commentaire latin imprimé.
Il dédie ses Poèmes spirituels à la comtesse Sibylle Margarethe Dönhoff, épouse du comte Gerhard Dönhoff et fille du duc Johann Christian, au service duquel il reste jusqu'en 1636. Le 20 août 1639, Martin Opitz meurt à l'âge de 41 ans des suites de la peste qui sévit à Dantzig. Sa tombe se trouve dans l'église Sainte-Marie de Gdańsk.

## Théorie poétique
Opitz est qualifié par ses disciples de père et restaurateur de la poésie. Il se donne pour but d'élever la poésie allemande au rang d'objet d'art sur la base de l'humanisme et des formes anciennes, et cherche à créer un nouveau type de poétique. Dans son discours commémoratif du 100e anniversaire de la mort d'Opitz en 1739, Johann Christoph Gottsched dira d'Opitz qu'il a porté la langue allemande à un niveau qui répond aux exigences d'une diction élevée, débarrassée de la langue de tous les jours et de l'influence de la langue française.
Avec ses réflexions sur la langue, le style et la versification, Opitz fournit une base formelle qui va prévaloir dans la poésie allemande un siècle durant. Dans Buch von der Deutschen Poeterey (de) (1624), il énonce les règles et les principes d'une poésie novatrice en haut allemand qui ne doit pas être basée sur le mètre ancien traditionnel, mais doit plutôt trouver sa propre forme métrique, appropriée à la langue allemande : il exige donc une stricte observance du mètre avec une considération impérieuse de l'accent naturel du mot, rejette les « rimes impures », interdit les contractions de mots, et exclut les mots étrangers. Il développe la notion de poésie écholyrique (de) dans la littérature de langue allemande, et son poème Echo oder Widerschall devient le poème le plus fréquemment cité de la période baroque
L'un des principes esthétiques d'Opitz est le principe d'Horace, « que la poésie, bien qu'elle ravisse, doit être utile et instructive en même temps ». Il souligne la valeur philosophique de la poésie, ouvrant ainsi la voie à la théorie de la poésie baroque, et affirme la primauté de la poésie sur la philosophie car elle ne se contente pas de trouver la vérité, mais peut aussi réjouir ; pour lui, la poésie soit être « une peinture vivante » où la confrontation de l'éphémère et de l'éternel constitue un thème central. Il définit également la poésie comme une « théologie occulte », influant par là fortement sur la production lyrique du siècle à venir, où le poète a comme le pasteur la mission de conforter foi et morale, à travers une poésie visant à instruire l'homme chrétien.

## Œuvres
- Gesammelte Werke, Kritische Ausgabe, 5 Bände in 8 Teilbänden. 1–4 hrsg. George Schulz-Behrend, 5 hrsg. Gudrun Bamberger, Jörg Robert. Stuttgart: Hiersemann 1968–2021. (Bibliothek des Literarischen Vereins Stuttgart, Bd. 295–297, 300–301, 312–313, 355)
- Acht Bücher Deutscher Poematum. Breslau, 1625.
- Des Griechischen Tragoedienschreibers Sophoclis Antigone / Sophocles. Dantzig, 1636.
- Briefwechsel und Lebenszeugnisse. Kritische Edition mit Übersetzungen. Hrsg. von Klaus Conermann. 3 Bände. de Gruyter, Berlin / New York, 2009.
- Lateinische Werke, hrsg., übersetzt und kommentiert von Veronika Marschall, Robert Seidel. 3 Bände. de Gruyter, Berlin / New York 2009–2015.

°traduction française : Buch von der Deutschen Poeterey (1624) ; texte et trad. in  Élisabeth ROTHMUND, Martin Opitz. ‘Le livre de la poésie allemande’, Toulouse : Presses Universitaires du Mirail, 2009